# Município de Mifflin (condado de Franklin, Ohio)
O município de Mifflin (em inglês: Mifflin Township) é um município localizado no condado de Franklin no estado estadounidense de Ohio. No ano de 2010 tinha uma população de 35.710 habitantes e uma densidade populacional de 945,92 pessoas por km².

## Geografia
O município de Mifflin encontra-se localizado nas coordenadas 40° 01′ 32″ N, 82° 52′ 21″ O. Segundo a Departamento do Censo dos Estados Unidos, o município tem uma superfície total de 37.75 km², da qual 37.28 km² correspondem a terra firme e (1.25%) 0.47 km² é água.

## Demografia
Segundo o censo de 2010, tinha 35.710 habitantes residindo no município de Mifflin. A densidade populacional era de 945,92 hab./km². Dos 35.710 habitantes, o município de Mifflin estava composto pelo 80.31% brancos, o 12.98% eram afroamericanos, o 0.26% eram amerindios, o 2.95% eram asiáticos, o 0.04% eram insulares do Pacífico, o 1.01% eram de outras raças e o 2.46% pertenciam a dois ou mais raças. Do total da população o 2.6% eram hispanos ou latinos de qualquer raça.